# St. Hubertus (Jägersfreude)

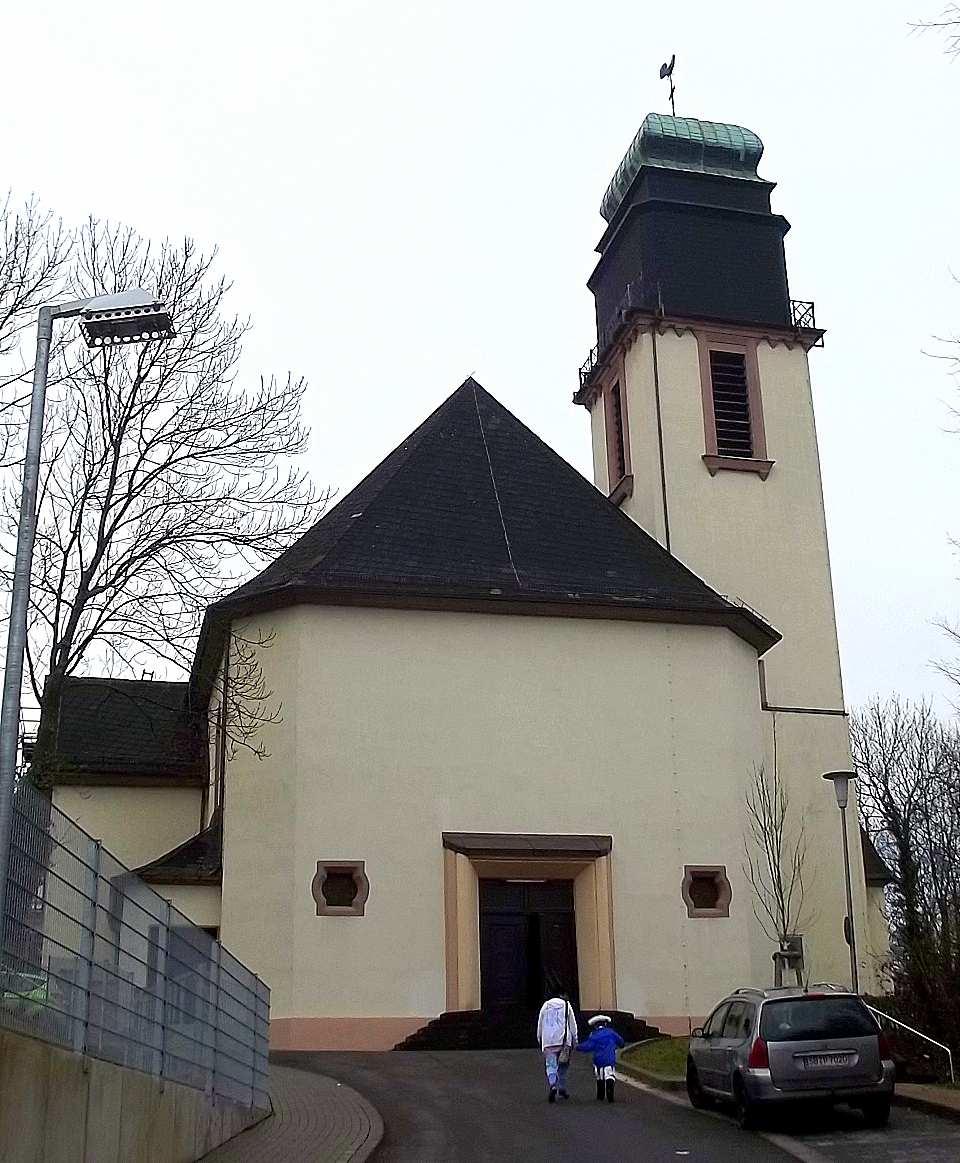
Saarbrücken, Jägersfreude, St. Hubertus

Die römisch-katholische Pfarrkirche St. Hubertus befindet sich in Jägersfreude, einem Stadtteil von Saarbrücken, der seit 1974 zum Saarbrücker Stadtbezirk Dudweiler gehört.

## Geschichte
Die dem heiligen Hubertus gewidmete Kirche wurde von 1927 bis 1928 nach Plänen des Mainzer Architekten Anton Falkowski erbaut. Im Gegensatz zu den meisten katholischen Kirchen, die geostet sind, zeigt hier der Chor in Richtung Südwesten. Das war vermutlich der Hanglage geschuldet. Noch während des Kirchenbaus begannen die Arbeiten am Bau des nebenliegenden Pfarrhauses. Am 5. Oktober 1928 konsekrierte der Trierer Weihbischof Antonius Mönch die neue Kirche. Das Pfarrhaus wurde 1929 bezogen.
1942 wurde in der Felswand neben der Kirche eine Lourdesgrotte mit einer Muttergottesfigur errichtet, mit Einweihung am 12. September. In den Jahren 1944 und 1945 wurde das Kirchengebäude bei Luftangriffen auf Saarbrücken stark beschädigt. Nach dem Wiederaufbau wurde im Januar 1949 wieder die erste Hl. Messe gefeiert werden. 1958 bis 1959 erfolgte eine komplette Renovierung und die Kirche erhielt neue Fenster. Dabei wurden auch die vielen Bergschäden beseitigt.
In der Folgezeit des Zweiten Vatikanischen Konzil mit seinen neuen Vorgaben für die Liturgie wurden im Innenraum der Kirche mehrere Veränderungen vorgenommen. Da der Priester künftig nicht mehr mit dem Rücken zu den Gläubigen stehen sollte, wurde der Hochaltar abgebaut und durch einen Altartisch ersetzt. Außerdem entfernte man die Kanzel, die sich an der vorderen Säule des linken Seitenschiffs befunden hatte. Ein Ersatz des Verkündigungsortes wurde an der schmalen Brüstung, vor dem bisherigen Marienaltar, geschaffen.
Bei einer erneuten Renovierung 1978 erhielt die Kirche einen neuen Innenanstrich. Von Herbst 2001 bis März 2002 dauerte eine weitere umfassende Renovierung. Die Kirche erhielt dabei einen zartrosa Innenanstrich mit hellen Linien. Der neue Blickfang der Kirche ist die künstlerische gestaltete Kalotte über dem Altarraum, mit der symbolischen Darstellung der vier Evangelisten und dem zentralen Lamm-Gottes-Motiv, nach der biblischen Offenbarung. Die Bemalung wurde von dem Kirchenmaler und Restaurator Günter Daniel aus Geisenheim-Marienthal vorgenommen.

## Architektur

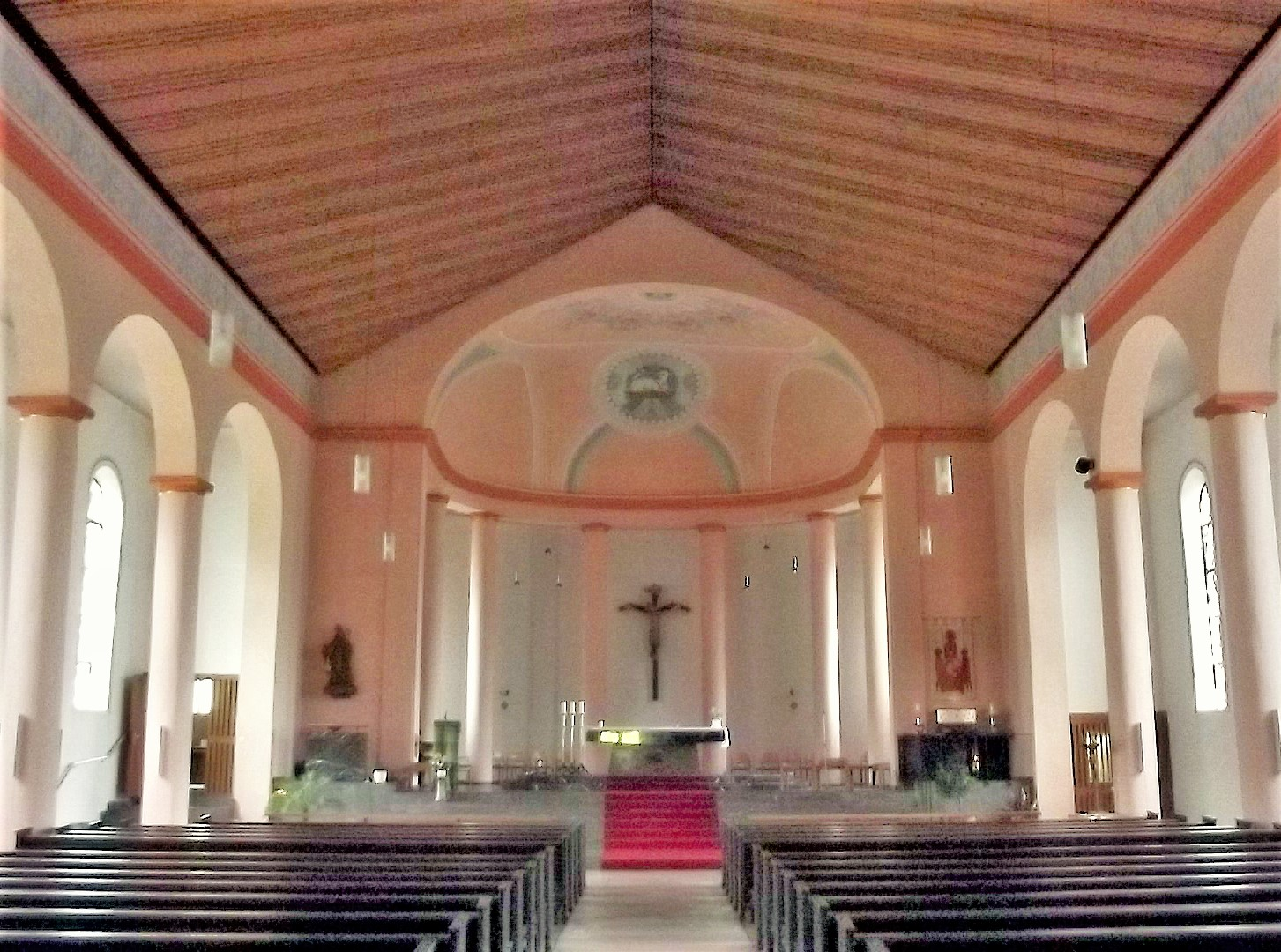
St. Hubertus, Blick zum Altar

Die Kirche wurde nach dem Buchholzschen Warmbetonverfahren gebaut. In Anpassung an die durch dieses Verfahren geforderten Bedingungen gab der Architekt Falkowski dem Bau eine moderne Barockform. Der Innenraum stellt eine einheitliche, helle und weite Halle dar. Die Säulen sind nach der Seite gerückt. Die Spannweite beträgt von Säule zu Säule 17 m, die Gesamtlänge der Kirche beträgt 50 m, ihre Breite 20 m, der Raum fasst rund 1000 Menschen. Der Chor ist um mehrere Stufen über das Kirchenschiff gehoben. Der Eindruck des Chores wird verstärkt durch eine Säulenreihe, die den Altar umgibt. Die Rückwand des Chores wird dominiert durch ein großes Kruzifix.

### Taufkapelle
Anfangs des Kirchenschiffes befindet sich auf der rechten Seite, in einem kleinen Nebenraum, die Taufkapelle. In der Mitte steht das Taufbecken. Die Fenster der Kapelle sind aus Betonglas.

### Innenausstattung und Kunstgegenstände
Eine Holzstatue des Schutzpatrons Hl. Hubertus stammt vom Kärntener Holzkünstler Konrad Campidell und wurde 1978 angeschafft.
Eine Statue des Hl. Antonius mit Kind und eine des Hl. Judas Thaddäus wurden 1942 vom italienischen Holzbildhauer Giuseppe Schmalzl aus Ortisei angefertigt.
Eine aus Holz gefertigte Statue des segnenden Christus mit zwei Holzreliefs stammt von einem unbekannten Künstler. Auf einem sind drei Soldaten aus dem Ersten Weltkrieg dargestellt. Auf dem anderen eine vierköpfige Familie die offensichtlich vertrieben wurde. Unter der Christusfigur steht die Inschrift: „Dank für glückliche Heimkehr“.
Ein großes hölzernes Kruzifix, das sich an der Wand hinter dem Altar befindet ist ebenfalls unbekannten Ursprungs.
Eine anonyme Marienstatue mit Kind (vermutlich aus Gips) im Eingangsbereich.
Ein Marienbild mit Kind auf Leinwand gemalt wurde 1947 von dem Bonner Künstler Willy Stucke geschaffen. Das Bild befand sich ursprünglich am Marienaltar links vom Chor.
Ein weiteres Marienbild mit Kind eines unbekannten Künstler wurde von Peter Hort der Kirche gestiftet.
Ein anonymes Gemälde der Hl. Barbara mit einem knienden Bergmann befand sich früher am vorderen, rechten Seitenaltar (eigentlich Josephsaltar). Hier wird die Verbundenheit von Jägersfreude zum Bergbau deutlich. Die Bergbaugeschichte des Ortes wird auch beim ewigen Licht deutlich: Hier brennt es in einer ehemaligen Grubenlampe. Auch das zweite Fenster auf der linken Seite ist mit Symbolen des Bergbaus und des Blechhammerwerkes versehen.
Am Anfang des Kirchenschiffs auf der linken Seite und am Ende auf der rechten Seite befinden sich zwei Beichtstühle in einer Abschlussnische.

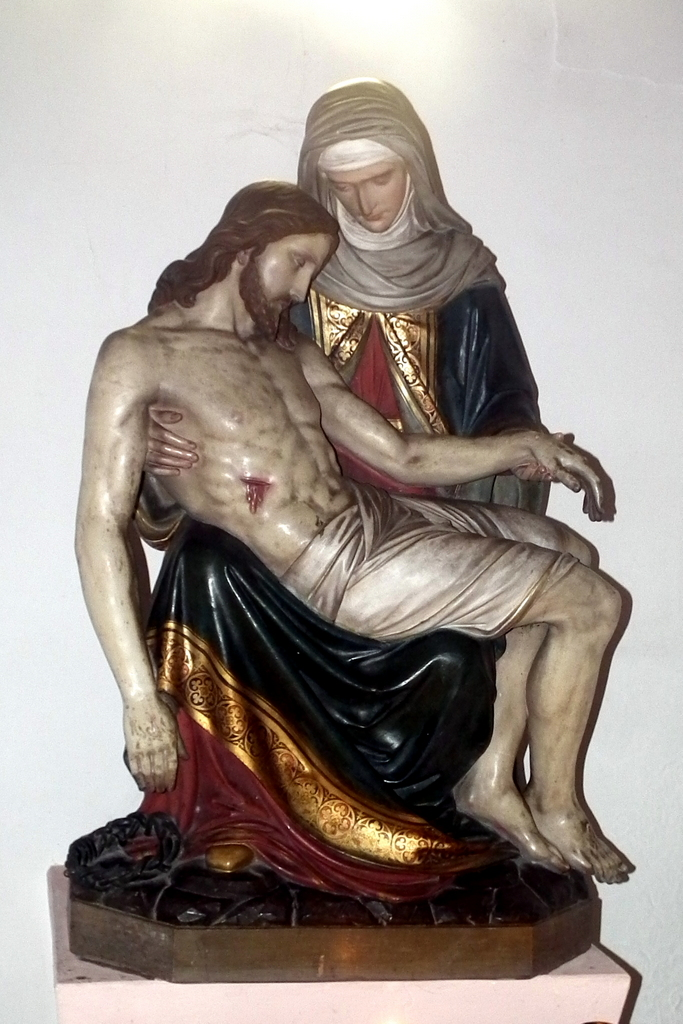
Pietà aus Blech gearbeitet

In der großen Vorhalle der Kirche befindet sich in einer Nische eine lebensgroße, aus Blech gearbeitete, Pietà eines nicht bekannten Künstlers.

### Kreuzweg
Der aus Mosaik gefertigte Kreuzweg wurde 1963 vom Altenwalder Künstler Richard Eberle angefertigt und 2002 durch für Kirchengemeinde erworben.

### Moderne Kunst
Im Vorraum der Kirche wird der Besucher von einem Werk des Dudweiler Glaskünstlers Markus Hohlstein empfangen. Es ist eine beleuchtete Glaskugel, gefertigt aus 10.000 einzelnen Glasscherben, mit einem Durchmesser von 120 cm und einem Gewicht von 1400 kg. Das Kunstwerk trägt den Titel Abbild der Erde.

### Kirchenfenster
Die elf bleiverglasten Fenster im Kirchenschiff, sowie die drei im Altarraum, und die beiden auf der Empore wurden 1958 von dem aus Luxemburg stammenden Glasmaler Émile Probst (1913–2004) geschaffen. Die Fenster in der Taufkapelle sind aus Betonglas; der Künstler ist nicht bekannt. Das Christophorus-Fenster im Eingangsbereich wurde 1989 von Gabriele Laubach aus Saarlouis geschaffen.

## Glocken
Als Ersatz für die im Krieg beschlagnahmten Glocken wurden 1956 vier neue Glocken angeschafft. Hergestellt wurden sie von der Glockengießerei Mabilon & Co. aus Saarburg. Die Glockentaufe erfolgte am 21. Oktober 1956. Die Glocken erhielten folgende Namen:
- „Marienglocke.“ Sie wiegt 1650 kg und schlägt im Ton d und trägt folgende Inschriften:
  - Vorderseite: „Gegrüßet seist du Maria, Königin und Jungfrau. Bitte für den Frieden der Welt!“
  - Rückseite: „1914 – 1918, den Gefallenen beider Kriege, 1939 – 1945.“
- „Josefsglocke.“ Sie wiegt 1150 kg und schlägt im Ton e und trägt folgende Inschrift:
  - „St. Josef, heiliger Arbeiter, sei uns ein Vorbild in unserer Arbeit!“
- „Hubertusglocke.“ Sie wiegt 780 kg und schlägt im Ton fis und trägt folgende Inschrift:
  - Vorderseite: „Heiliger Hubertus und Heiliger Christophorus bittet Gott für die euch geweihte Kirche und für die Angehörigen der Pfarrei, die Lebenden und die Verstorbenen.“
  - Rückseite: „Geweiht der christustragenden Jugend.“
- „Barbaraglocke“. Sie wiegt 480 kg und schlägt im Ton a und trägt folgende Inschriften:
  - Vorderseite: „Heilige Barbara, schütze unsere Grube und alle die dort arbeiten.“
  - Rückseite: „Stifterin – Civilgemeinde Dudweiler“

Bei den hier angegebenen Inschriften handelt es sich um eine Übersetzung. Die Originalinschriften sind in lateinischer Sprache verfasst.

## Orgel

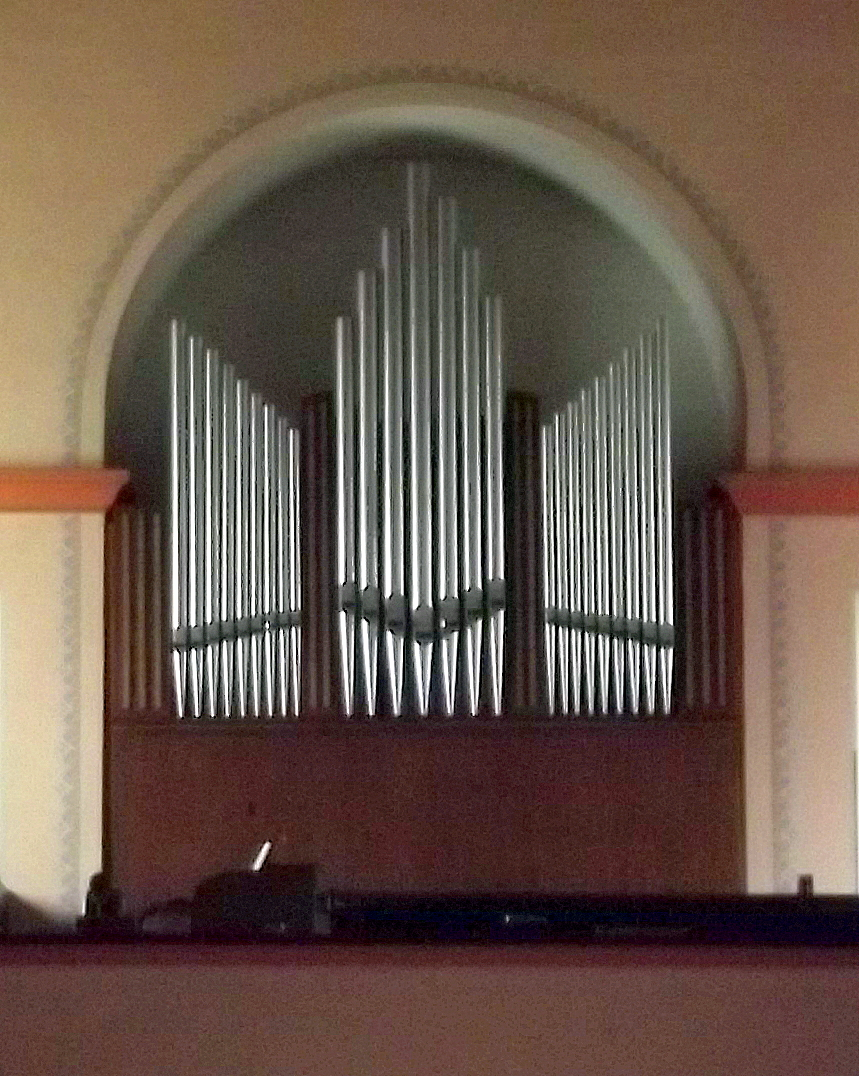
Orgel

Die Orgel befindet sich auf der Empore über dem Eingang. Sie wurde 1968 von der Firma Späth (Ennetach-Mengen) gebraucht erworben. Das zweimanualige Instrument wurde 1927 gebaut und von der Firma Späth um ein Register (Choralbass 4’) erweitert. Die eher einfache Orgel sollte wohl anfangs nur eine Übergangslösung sein, steht aber heute immer noch an ihrem Platz.